# Hòa ước Giáp Thân (1884)
Hòa ước Giáp Thân 1884 hay còn có tên là Hòa ước Patenôtre (phiên âm: Hòa ước Pa-tơ-nốt), là hòa ước cuối cùng nhà Nguyễn ký với thực dân Pháp vào ngày 6 tháng 6 năm 1884 tại kinh đô Huế gồm có 19 điều khoản. Đại diện nhà Nguyễn là Phạm Thận Duật - Toàn quyền đại thần, Tôn Thất Phan - Phó Toàn quyền đại thần, Nguyễn Văn Tường - Phụ chính đại thần và đại diện của Pháp là Jules Patenôtre - Sứ thần Cộng hoà Pháp.

## Nguyên nhân dẫn tới hiệp định
Sau khi ký Hoà ước Quý Mùi 1883, trong nội bộ triều đình Huế lục đục, các vị vua Hiệp Hòa, Kiến Phúc, Hàm Nghi kế tiếp nhau lên ngôi nhưng đều chỉ cai trị được trong thời gian ngắn. Lúc này, ở Bắc Kỳ quân Pháp đang đánh nhau với quân nhà Thanh và đã đuổi được phần lớn quân Thanh về Trung Quốc, tuy nhiên tại một số tỉnh quân Thanh vẫn còn có mặt và đe doạ sự có mặt của người Pháp ở Bắc Kỳ. Chính phủ Pháp đã sai François-Ernest Fournier sang Thiên Tân ký với Lý Hồng Chương bản thỏa thuận sơ bộ được gọi là Hòa ước Thiên Tân 1884, trong nội dung bản hoà ước sơ bộ giữa Pháp và nhà Thanh năm 1884, đã có điều khoản nhà Thanh công nhận quyền bảo hộ của Pháp ở Việt Nam. Dựa vào bản thỏa thuận sơ bộ năm 1884 ở Thiên Tân, hai bên đã đi đến ký kết bản hiệp ước chính thức, được gọi là chính thức Hòa ước Thiên Tân 1885, Chính phủ Pháp đã sai Patenôtre - Đại diện Cộng hòa Pháp đến Huế sửa lại Hòa ước Quý Mùi 1883 trước đó giữa Pháp và nhà Nguyễn.

## Nội dung
Hầu hết nội dung các điều khoản trong bản hoà ước mới này không khác nhiều so với bản hoà ước Quý Mùi (Harmand) ký năm 1883, tuy nhiên có thêm hai điều khoản mới: 
- Chia nước Việt Nam ra làm ba xứ: Bắc Kỳ (Tonkin), Trung Kỳ (Annam), Nam Kỳ (Cochinchine) dưới ba chế độ khác nhau; mỗi kỳ có một chế độ cai trị riêng như là ba nước riêng biệt. Nam Kỳ là xứ thuộc địa Pháp; Bắc Kỳ và Trung Kỳ là xứ Pháp bảo hộ nhưng triều đình nhà Nguyễn trên danh nghĩa vẫn được quyền kiểm soát.
- Trả các tỉnh Thanh Hoá, Nghệ An, Hà Tĩnh trước thuộc Bắc Kỳ nay thuộc về Trung Kỳ và trả tỉnh Bình Thuận[1] trước thuộc Nam Kỳ hoàn lại cho Trung kỳ.